# Richard Wagner Festival Wels
Das Richard-Wagner-Festival Wels war ein Opernfestival mit Werken von Richard Wagner, das von 1995 bis 2015 in Wels in Oberösterreich stattfand. Spielstätte des jährlich Ende Mai/Anfang Juni veranstalteten Festivals war das Welser Stadttheater Theater im Greif.

## Geschichte und Rezeption
Im Jahr 1989 wurde im Stadttheater Wels im Rahmen eines Konzertes mit Ausschnitten aus Wagner-Opern eine Büste Richard Wagners enthüllt, die in einer Nische im Treppenaufgang ihren Platz gefunden hatte. Dieses Konzert in Anwesenheit von Wolfgang Wagner war so erfolgreich, dass beschlossen wurde, jährlich eine Gala zu veranstalten. Die Intendantin des Festivals, Renate Doppler, und ihr Vater, Walter Just (1921–2012), auf deren Initiative dieses Festival zurückgeht, haben es sich zum Ziel gesetzt, die Opern in werkgetreuer Inszenierung auf die Bühne zu bringen. Der Szenograph Günther Schneider-Siemssen regte szenische Aufführungen an, die seit 1995 stattfanden.
Der Saal fasst nur knapp über 600 Plätze und eine Produktion wurde während des Festivals nur zwei- oder dreimal gezeigt. Der New Yorker bezeichnete 2006 Karten für das Festival als „neuerdings begehrt“. Das Publikum der durchwegs ausverkauften Vorstellungen kam zu etwa einem Drittel aus dem Ausland.
Für ihre Verdienste um das Werk Richard Wagners wurden Renate Doppler und Walter Just 2011 die Ehrenmitgliedschaft des Richard Wagner Verbandes Linz verliehen.
Nach 26 Jahren fand das Festival im Jahre 2015 letztmals statt, nachdem die Stadt Wels und das Land Oberösterreich die finanzielle Unterstützung eingestellt hatten. Die letzte Vorstellung am 24. Mai 2015 war Tristan und Isolde mit Stig Andersen und Lioba Braun in den Titelrollen.
Zu den engagierten Solisten gehörten ausgewiesene Wagnerspezialisten, wie etwa Theo Adam, Jayne Casselman (2011), Simon Estes, Gwyneth Jones, Janis Martin, Hans Sotin (2011) oder Heinz Zednik.
Zu den Dirigenten und musikalischen Leitern zählten Hans Wallat, Johannes Wildner, Friedrich Haider und Ralf Weikert. Regie führte bis 2001 Günther Schneider-Siemssen, seit 2002 Herbert Adler.
Im Oktober 2016 wurde die Lohengrin-Produktion des Richard Wagner Festivals Wels im Royal Opera House Muscat (Oman) aufgeführt.

## Spielplan und beteiligte Künstler
Es wurden folgende Opern aufgeführt:
- Tristan und Isolde (1995, 1997, 1999, 2010, 2011, 2015)
- Die Walküre (2000, 2001)
- Siegfried (2002, 2003)
- Parsifal (2004, 2005, 2008, 2009, 2012)
- Der fliegende Holländer (2006, 2007, 2008, 2014)
- Lohengrin (2009, 2010, 2014)
- Tannhäuser (2013, 2015)